# Sandalett

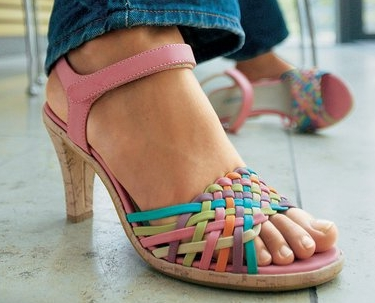
En sandalett

Sandaletter är en elegant sandalliknande skotyp för damer, vanligen med klack. Sandaletter har ofta remmar på ovansidan och kan också ha häl- eller tåkappa. Skotypen började användas under 1900-talet.
Ordet "sandalett" har samma ursprung som sandal, och är belagt i svenska språket sedan 1930.